# (4707) Хрис
(4707) Хрис (лат. Khryses, др.-греч. Χρύσης) — троянский астероид Юпитера, двигающийся в точке Лагранжа L5, в 60° позади планеты. Астероид был открыт 13 августа 1988 года американским астрономом Кэролин Шумейкер в Паломарской обсерватории и назван в честь Хриса, персонажа древнегреческой мифологии.